# 高地恐鳥
高地恐鳥，又名藍島恐鳥，是紐西蘭的特有的一種恐鳥。高地恐鳥是最後滅絕的恐鳥，約於1500年消失，一些被隔離的高地恐鳥可能一直生存至19世紀初。

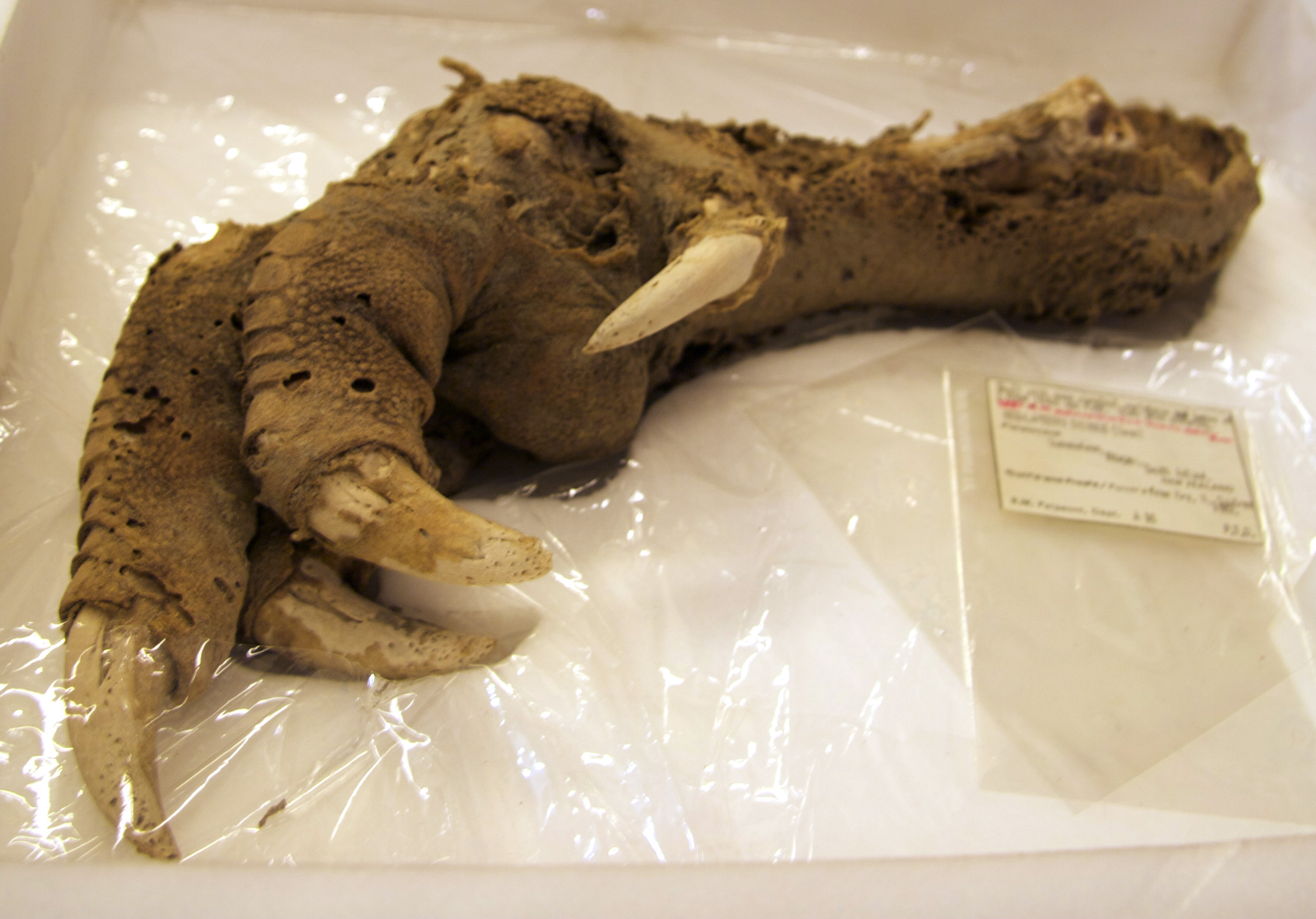
保存下來的高地恐鳥腳部。

現時已發現一些高地恐鳥的軟組織及羽毛，包括了於1876年在皇后鎮發現及現存放在大英博物館的模式標本（編號A16）、存放在奧塔哥博物館編號C.68.2的腿連肌肉組織、皮膚及羽毛，及存放在紐西蘭國家博物館編號NMNZ S.000400的骨骼及編號NMNZ S. 023080的腳部。後者估計可以追溯至3300-3400年前。
另外，於1971年在拉凱阿河發現一部份蛋的遺骸，据信是屬於高地恐鳥的。從放射性碳定年法得知它屬於1300年至1400年。這隻蛋的蛋殼呈深橄欖綠色。

## 外部連結
- 高地恐鳥的圖畫 （页面存档备份，存于）
- 高地恐鳥的骨骼 （页面存档备份，存于）